# رایت ایروناتیکال
رایت ایروناتیکال (به انگلیسی: Wright Aeronautical) (پیشتر، رایت-مارتین) یک شرکت صنایع هوافضایی در نیوجرسی بود. این شرکت که جانشین شرکت رایت-مارتین بود، خود نیز در سال ۱۹۲۹ در شرکت کورتیس ادغام شد و کورتیس-رایت شکل گرفت.